# بوستان‌قلعه
بوستان‌قلعه جماعت و شهرکی در جنوب غربی کشور تاجیکستان است که در ناحیهٔ باختر ولایت ختلان قرار دارد. جمعیت این جماعت ۲۵۱۸ است.